# Kaizers Orchestra
Kaizers Orchestra — норвезький гурт, заснований 1 січня 2000 року. Фронтмени — вокаліст Янове Оттесен та гітарист Ґейр Саль — є давніми знайомими, й грали разом у гурті Blod, Snått & Juling 1989 року. Саме ім'я одного з вигаданих персонажів пісень цього гурту — Mr. Kaizer — дало назву для Kaizers Orchestra.
Перший альбом гурту Ompa til du dør (2001) здобув велику популярність у Норвегії, проклавши для колективу дорогу також до закордонного слухача. Завдяки живим виступам на різних рок-фестивалях музиканти здобули популярність зокрема в Данії, Німеччині, Нідерландах та Австрії. 
Kaizers Orchestra є одним із небагатьох норвезьких гуртів, що співаючи норвезькою мовою і не граючи блек-метал, здобув помітну популярність у Скандинавії. Колектив славиться використанням окрім класичних інструментів також бочок, ломів, колісних дисків, попільничок. Під час живих виступів музиканти одягають протигази. 
Музика гурту є поєднанням енергійного року зі східноєвропейським фолком. Тексти написано єренським діалектом норвезької мови. Головною тематикою є похмурі історії про мафію, російську рулетку, рух опору, жертв війни, моряків та психіатричні лікарні.

## Учасники
Теперішні
- Янове Оттесен (Janove Ottesen) — гітара, вокал, тамбурин
- Ґейр Саль (Geir Zahl) — гітара, вокал
- Тер'є Вінтерсте Ретінґ (Terje Winterstø Røthing) — гітара, бек-вокал, мандолін
- Руне Сольгайм (Rune Solheim) — ударні, перкусія
- Гельґк Різа (Helge Risa) — клавішні
- Ейвінд Сторесун (Øyvind Storesund) — бас-гітара, контрабас

Колишні
- Йон Сьєен (Jon Sjøen) — бас-гітара

## Дискографія
Студійні альбоми
- Ompa til du dør (2001)
- Evig pint (2003)
- Maestro (2005)
- Maskineri (2008)
- Våre demoner (компіляція перезаписаних демо, 2009)
- Violeta Violeta (2011/2012)

- Violeta Violeta Vol. I (січ. 2011)
- Violeta Violeta Vol. II (лис. 2011)
- Violeta Violeta Vol. III (лис. 2012)

Міні-альбоми
- Kaizers Orchestra EP aka Gul EP (2000)
- Død manns tango (2002)
- Mann mot mann (2002)
- Maestro (2005)
- Maestro Bonus CD (2005)
- En for orgelet, en for meg (2011)

Живі записи
- The Gypsy Finale (EP, 2004)
- Live at Vega (2006)
- Viva La Vega (DVD, 2006)
- 250 prosent (2008)
- Live i Oslo Spektrum (DVD/Blu-ray & CD, 2011)

Синґли
- "Kontroll på kontinentet" (2003)
- "Di grind" (2003)
- "Maestro" (2005)
- "Knekker deg til sist" (2005)
- "Blitzregn baby (Live)" (2006)
- "Enden av november" (iTunes single) (2007)
- "9 mm" (iTunes Single) (2008)
- "Apokalyps meg" / "Du og meg Lou, og din fru" (Vinyl single) (2008)
- "Die Polizei" (2009)
- "Prosessen" (2009)
- "Philemon Arthur & The Dung" (iTunes single) (2010)
- "Hjerteknuser" (2010)
- "En for orgelet, en for meg" (Pre-order bonus - 2010, International EP - 2011)
- "Diamant til kull" (2011)
- "Tusen dråper regn" (2011)
- "Drøm videre Violeta" (2011)